# Facino Cane de Casale

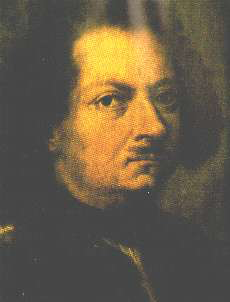
Facino Cane de Casale

Facino Cane de Casale (1360 - 1412) was een Italiaanse edelman, die als condottiere vocht voor Gian Galeazzo Visconti, de hertog van Milaan. Nadat de hertog in 1402 stierf, reisde De Casale door Noord-Italië, waar hij als huurling de kost verdiende en stukken land opkocht. Hij trouwde uiteindelijk met een Byzantijnse prinses, die zijn land na zijn dood weer terugverkocht aan Filippo Maria Visconti, de opvolger van Gian Galeazzo.

## Gerelateerde onderwerpen
- Slag in Brentelle (1386)
- Lijst van condottieri
- Lijst van heersers van Milaan